# Lily (cantante)
Lily Jin Morrow (Marysville, Victoria, Australia, 17 de octubre de 2002), conocida artísticamente como Lily, es una cantante australiana de ascendencia coreana. Es popularmente conocida por ser parte del grupo femenino surcoreano Nmixx, bajo JYP Entertainment.

## Biografía y carrera

### 2002-2015: Primeros años y actividades predebut
Lily nació el 17 de octubre de 2002 en la pintoresca localidad de Marysville, Victoria, Australia. Su padre tiene una nacionalidad dual británica-australiana, mientras que su madre es coreana. Su madre conoció a su padre mientras estudiaba en Australia, y su romance floreció hasta culminar en un matrimonio en suelo australiano. Además, tiene una hermana menor. Lily pasó sus años de infancia y adolescencia en su ciudad natal, donde pudo experimentar la riqueza cultural tanto de Australia como de Corea gracias a sus orígenes familiares. Sin embargo, a partir de 2010, su familia decidió mudarse a Bucheon, en la Provincia de Gyeonggi, Corea del Sur. Fue allí donde Lily tuvo la oportunidad de sumergirse por completo en la cultura coreana, lo que seguramente influenció y enriqueció su desarrollo artístico y personal. La estancia de Lily en Corea fue el resultado de un acontecimiento desafortunado para su familia. En 2009, un devastador incendio forestal afectó a su ciudad natal en Australia, lo que llevó a su familia a buscar refugio temporal en Corea. Además, el padre de Lily, con poco conocimiento previo sobre el país de su madre, vio esta experiencia como una oportunidad para profundizar en su herencia cultural.
En 2011, Lily hizo su primera incursión en la televisión al participar en el programa Multicultural Hope Project: We are Koreans de MBC y en el educativo programa de inglés, English Egg. Su talento y carisma llamaron la atención, y también tuvo la oportunidad de mostrar sus habilidades en un concurso de modelos infantiles en Corea. Después de un tiempo, la familia regresó a Marysville, pero esa breve temporada en Corea dejó una impresión duradera en Lily, que la llevó a desarrollar su pasión por la actuación. Tanto en Corea como en Australia, Lily se destacó como actriz infantil, mostrando su versatilidad y talento en el mundo del entretenimiento.
En 2014, Lily hizo su debut en la pantalla grande al aparecer en la película infantil australiana titulada The Weatherman's Umbrella. En esta historia, Lily interpretó a Sarah, la protagonista femenina, quien se embarca en una emocionante búsqueda para encontrar el paraguas perdido de un querido meteorólogo. En el mismo año, Lily dio un gran salto en su carrera al participar en la cuarta temporada del programa K-Pop Star, donde llegó al Top 4. A lo largo del programa, los jueces quedaron cautivados por su talento, lo que generó una creciente expectativa en torno a su futuro y la posibilidad de elegir una discográfica entre dos de las más importantes en la industria: JYP o YG Entertainment. Finalmente, Lily firmó un contrato con JYP Entertainment.
Fue un aprendiz destacada en JYP. En mayo y julio de 2015, participó en la banda sonora del drama Orange Marmalade, y en septiembre del mismo año, fue la narradora de la canción «If You Do» de Got7.

### 2021-presente: Debut con Nmixx
El 19 de noviembre de 2021, se confirmó que JYP debutaría a un nuevo grupo femenino cuando se lanzó el vídeo de Lily en el canal oficial de YouTube de JYPn, donde intrerpretó la canción «Finesse» de Bruno Mars.
En febrero de 2022, hizo su debut como integrante de Nmixx con el lanzamiento del álbum sencillo Ad Mare.

## Discografía

### Bandas sonoras
| Título                                                                            | Año  | Mejor posición | Álbum                             | Notas              |
| Título                                                                            | Año  | COR            | Álbum                             | Notas              |
| --------------------------------------------------------------------------------- | ---- | -------------- | --------------------------------- | ------------------ |
| «I Know» (겁이 나)                                                                | 2015 | —              | Orange Marmalade OST              | Sencillos predebut |
| «Shiny Day» (눈부신 날) (con Jace)                                                | 2015 | —              | Orange Marmalade OST              | Sencillos predebut |
| «The Moment» (너를 만난 순간) (con Sullyoon)                                      | 2023 | —              | Love to Hate Me OST               |                    |
| «Ridin'» (con Jiwoo y Kyujin)                                                     | 2025 | 152            | World of Street Woman Fighter OST |                    |
| «–» indica que el lanzamiento no fue lanzado o no se posicionó en ese territorio. |      |                |                                   |                    |

## Filmografía

### Película
| Título                    | Año  | Papel | Nota(s)           |
| ------------------------- | ---- | ----- | ----------------- |
| The Weatherman's Umbrella | 2014 | Sarah | Papel protagónico |

### Programas de televisión
| Título              | Año     | Cadena | Nota(s)         |
| ------------------- | ------- | ------ | --------------- |
| K-pop Star 4        | 2014-15 | SBS    | Concursante     |
| Stray Kids          | 2017    | Mnet   | Aparición corta |
| K-909               | 2022    | JTBC   |                 |
| King of Mask Singer | 2022    | MBC    | Concursante     |